# Cantilan
Cantilan (Filipino: Bayan ng Cantilan) ist eine Stadtgemeinde in der Provinz Surigao del Sur, Verwaltungsregion Caraga mit ca. 32.000 Einwohnern.

## Baranggays (Anzahl: 17)
| Name              | Einwohner (1. August 2015) |
| ----------------- | -------------------------- |
| Bugsukan          | 611                        |
| Buntalid          | 1.226                      |
| Cabangahan        | 1.031                      |
| Cabas-an          | 1.078                      |
| Calagdaan         | 1.822                      |
| Consuelo          | 1.360                      |
| General Island    | 950                        |
| Lininti-an (Pob.) | 4.489                      |
| Lobo              | 626                        |
| Magasang          | 1.207                      |
| Magosilom (Pob.)  | 5.090                      |
| Pag-Antayan       | 2.266                      |
| Palasao           | 1.168                      |
| Parang            | 3.535                      |
| San Pedro         | 2.259                      |
| Tapi              | 626                        |
| Tigabong          | 887                        |

Quelle: National Statistical Coordination Board,
Makati City, Philippines

## Lage
Cantilan liegt an der Lanuza-Bucht, die ein Teil der Philippinensee ist und ist der zweitnördlichste und bevölkerungsreichste Teil eines Siedlungsgebietes, das als CarCanMadCarLan bezeichnet wird (Carrascal, Cantilan, Madrid, Carmen, Lanuza). Cantilan ist damit auch die zweitnördlichste Stadtgemeinde der Provinz Surigao del Sur. Der Innenbereich liegt an der Mündung des Cantilan River. Die Nachbargemeinden sind Carrascal im Nordwesten und Madrid im Südosten.

## Wirtschaft
Die Stadt stellt ein aufstrebendes kommerzielles Zentrum der Region dar. Es wird außerdem Ackerbau (hauptsächlich Reis und Kokospalmen), Viehzucht (hauptsächlich Schweine, Hühner und Wasserbüffel) sowie Küstenfischerei betrieben. Bezüglich des verarbeitenden Gewerbes ist das „Lechon House“ relevant, das sich auf Spanferkelherstellung spezialisiert hat, wobei üblicherweise keine Ferkel, sondern eher einjährige Schweine (Läufer) verarbeitet werden. Der übliche philippinische Einzelhandel in Gestalt sogenannter Sari-Sari Stores ist weit verbreitet.

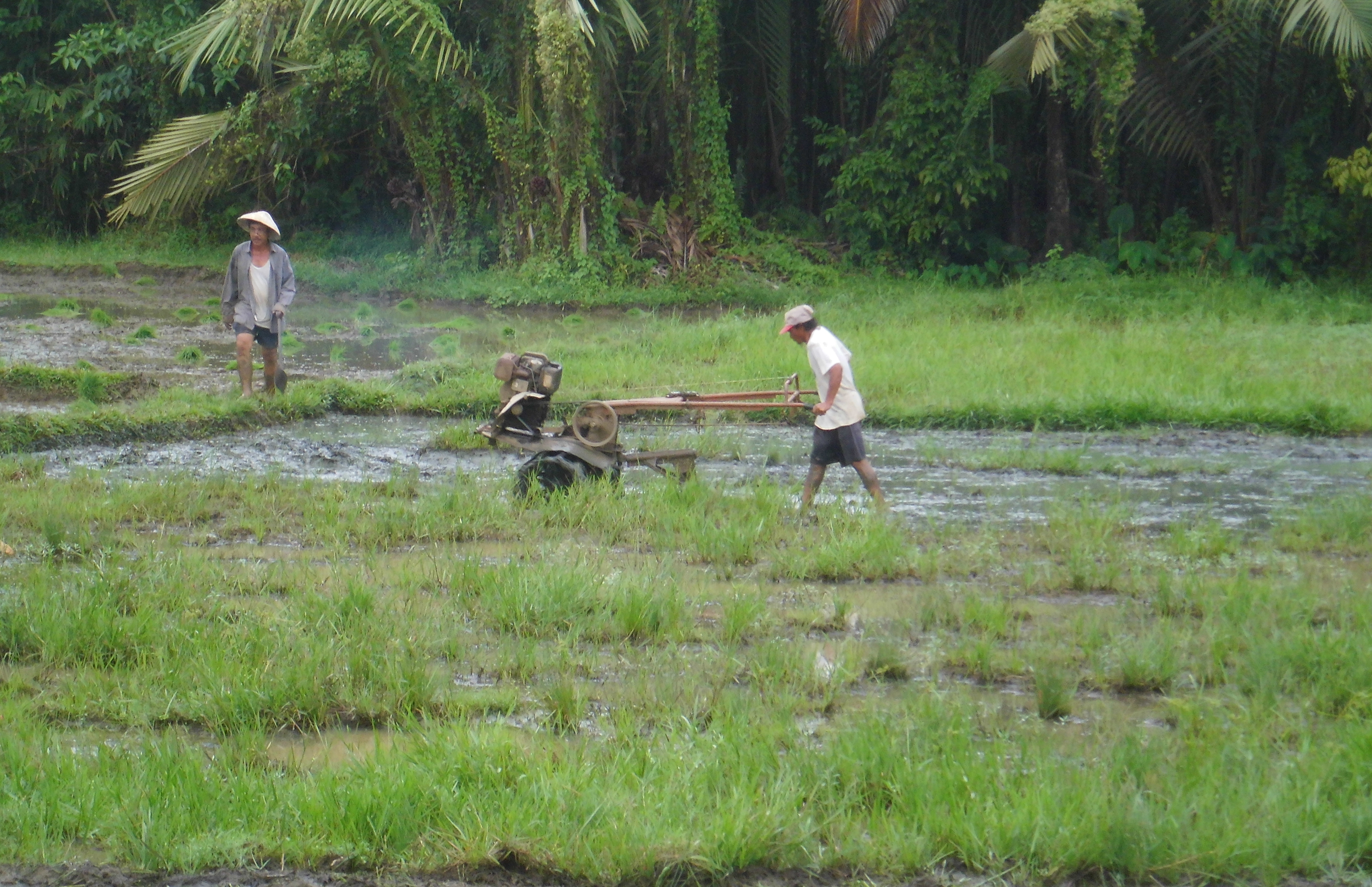
Reisfeld in Cantilan

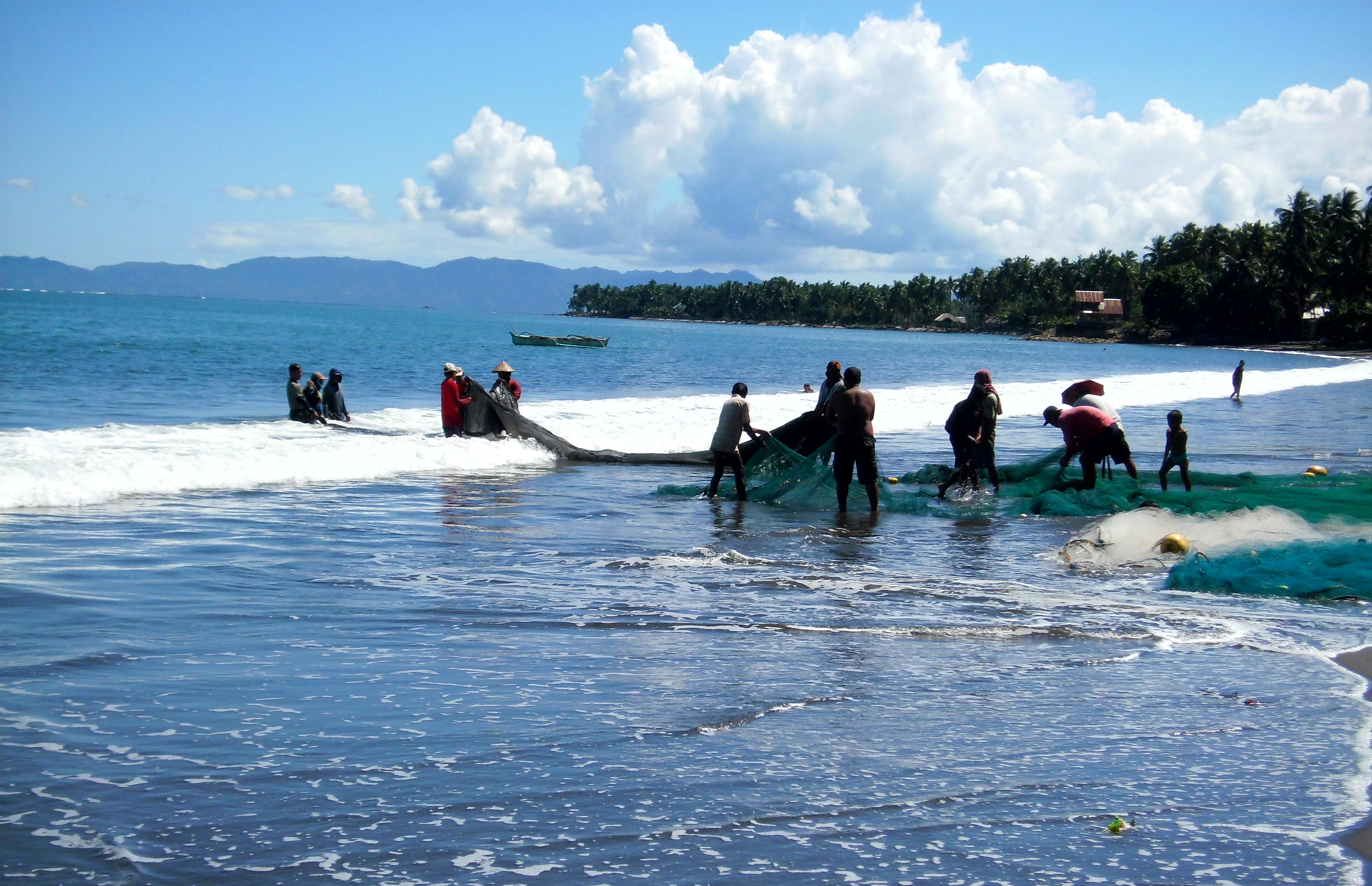
Küstenfischerei in Cantilan

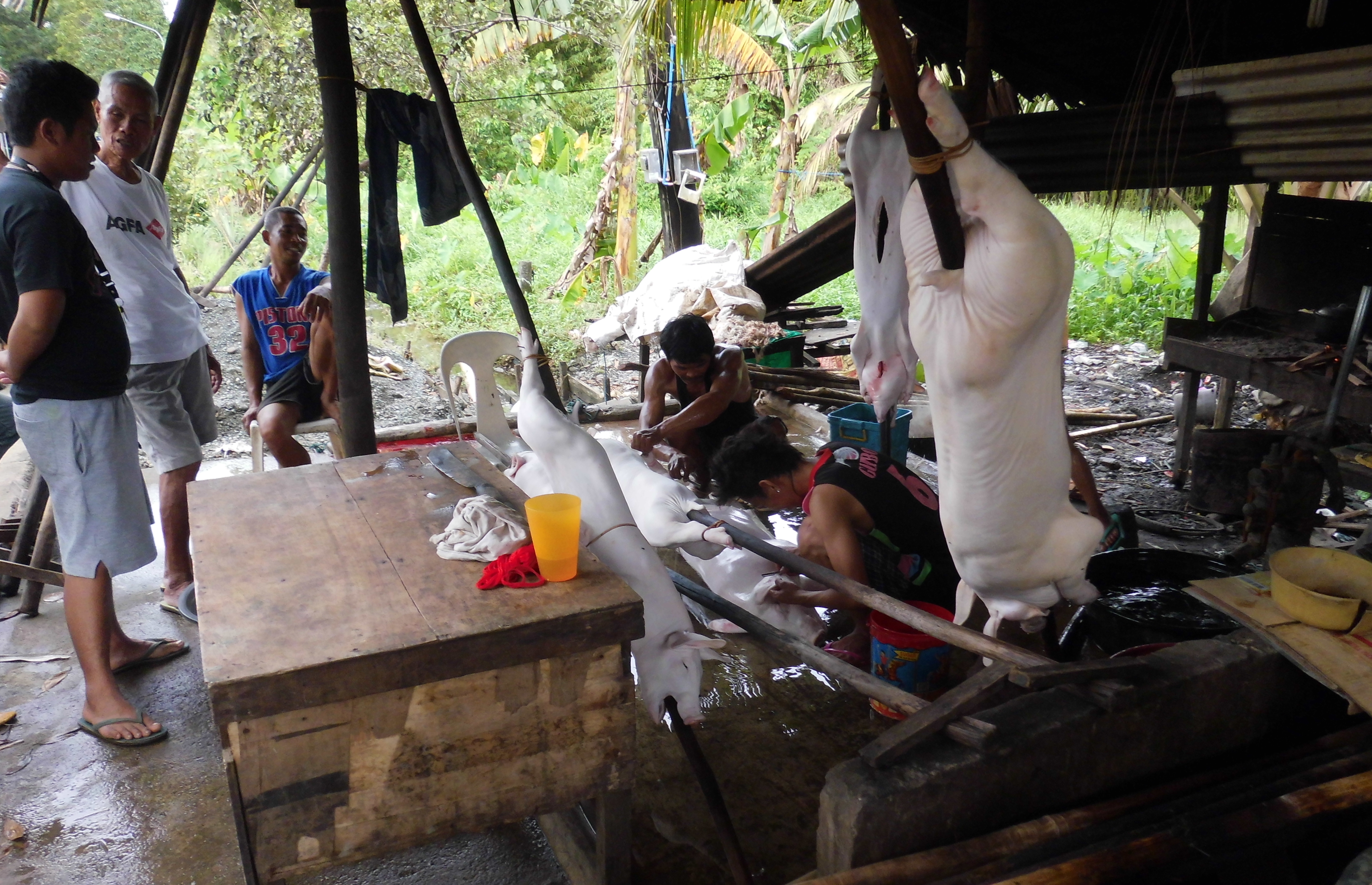
Vorbereiten der Schweine

## Verkehr

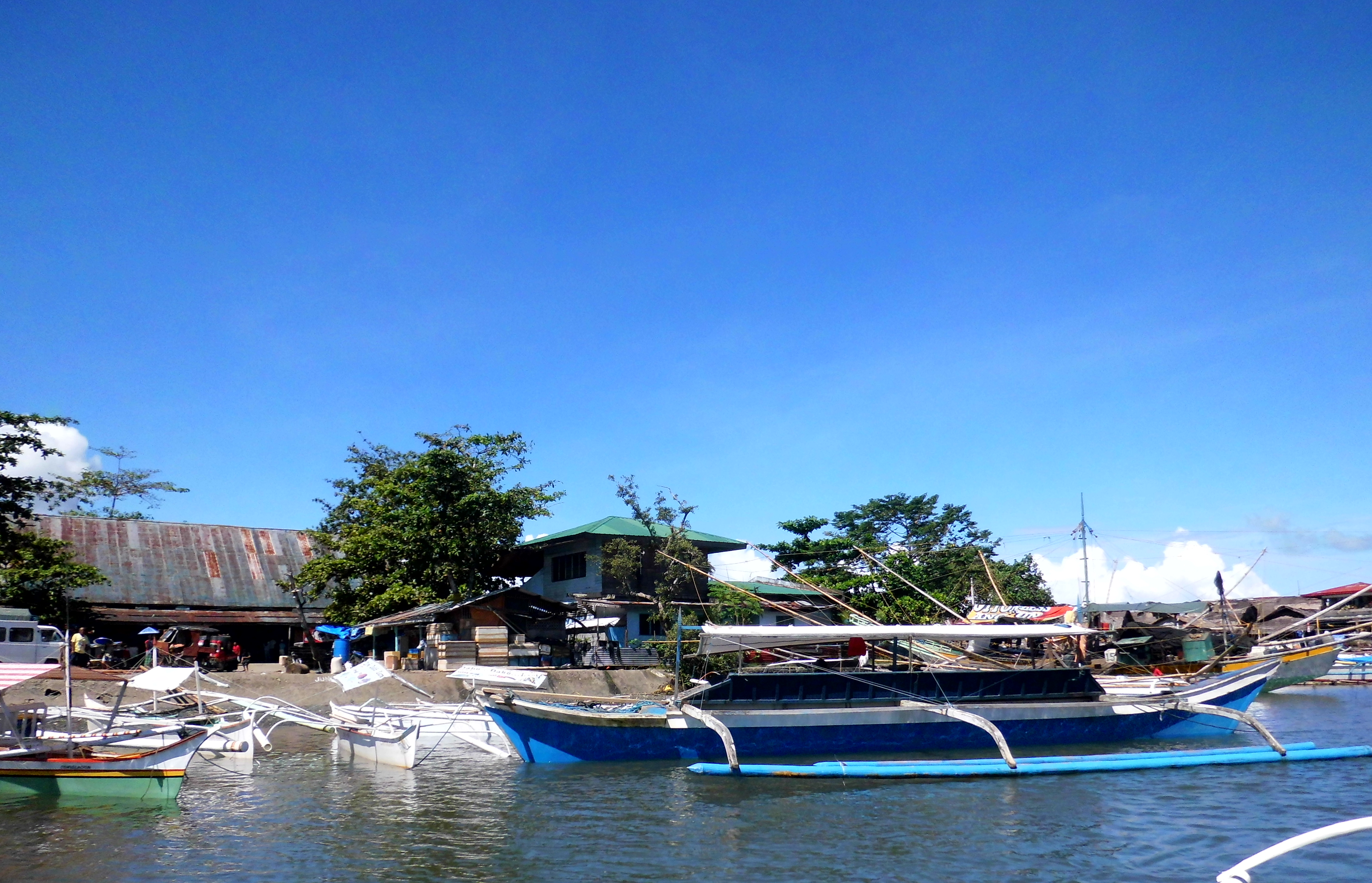
Hafen von Cantilan, vom Fluss aus gesehen. Gebäude an Land: links die Markthalle, in der Mitte das Feuerwehr-Gebäude

Die Stadtgemeinde wird von der betonierten Küstenstraße Surigao-Tandag durchquert.
Cantilan hat im Cantilan River einen Hafen, der allerdings nur für Wasserfahrzeuge mit sehr geringem Tiefgang („Pump boats“) erreichbar ist. Außerdem gibt es zwischen Cantilan und Carrascal auf der Ostseite der Halbinsel Capungan mit „Consuelo Port“ (Karte) einen Anlegeplatz für Schiffe mit etwas größerem Tiefgang. Der nächstgelegene Flughafen bzw. Verkehrslandeplatz ist in Tandag, die beiden größeren nächsten in Surigao und Butuan.

## Bildung

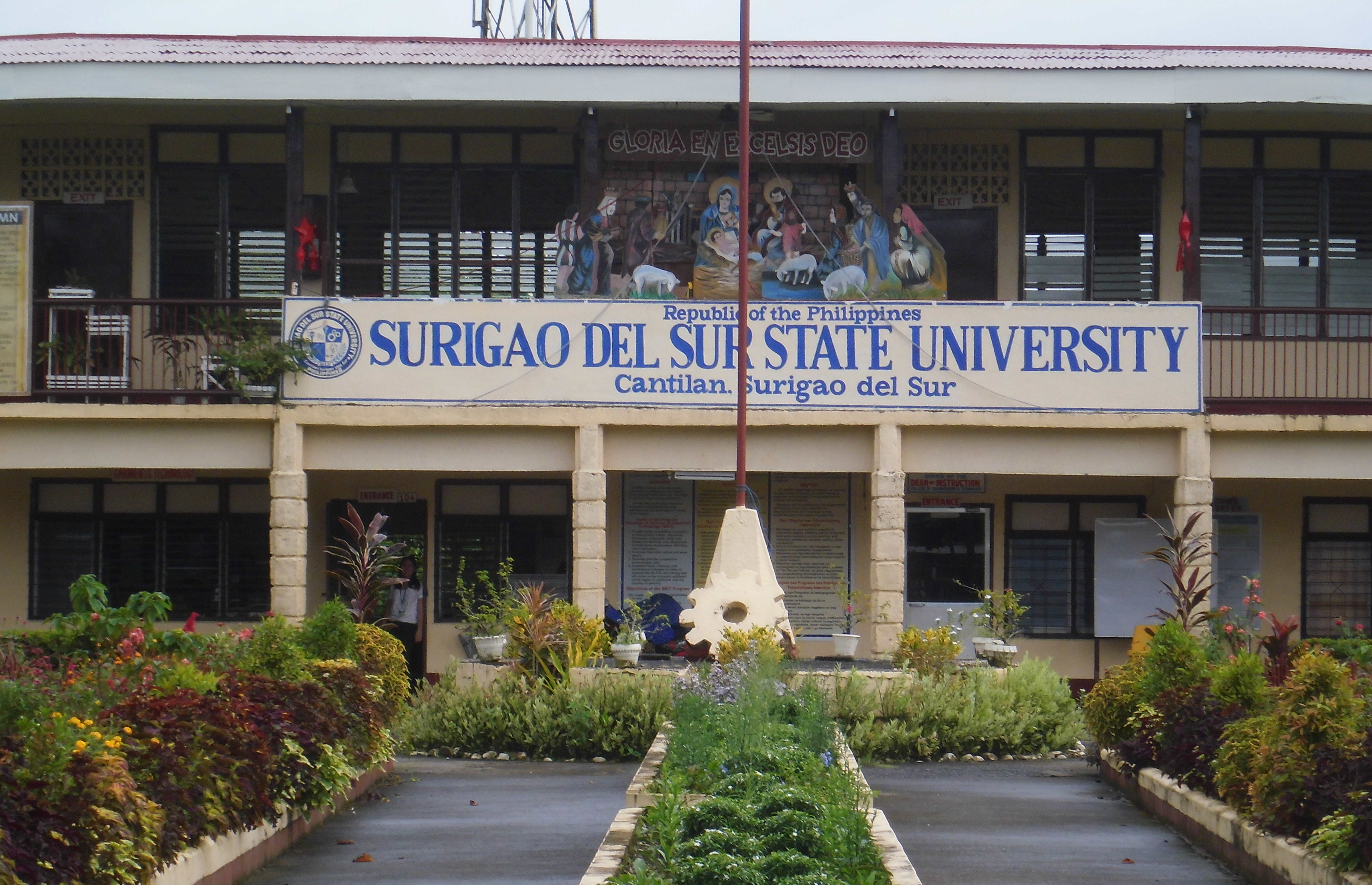
Cantilan College

Es gibt sowohl öffentliche als auch private Schulen, die insgesamt von der Grundschule bis zur Uni alle Stufen abdecken. Zu nennen wären insbesondere
- die Cantilan East Central Elementary School
- die Cantilan Pilot School
- die Cantilan National High School
- das Hotchkiss Learning Center
- das Saint Michael’s College[2] und
- der Cantilan Campus der Surigao del Sur State University (SDSSU), früher Surigao del Sur Polytechnic State College (SSPSC), noch früher Surigao del Sur Institute of Technology (SSIT).

## Tourismus

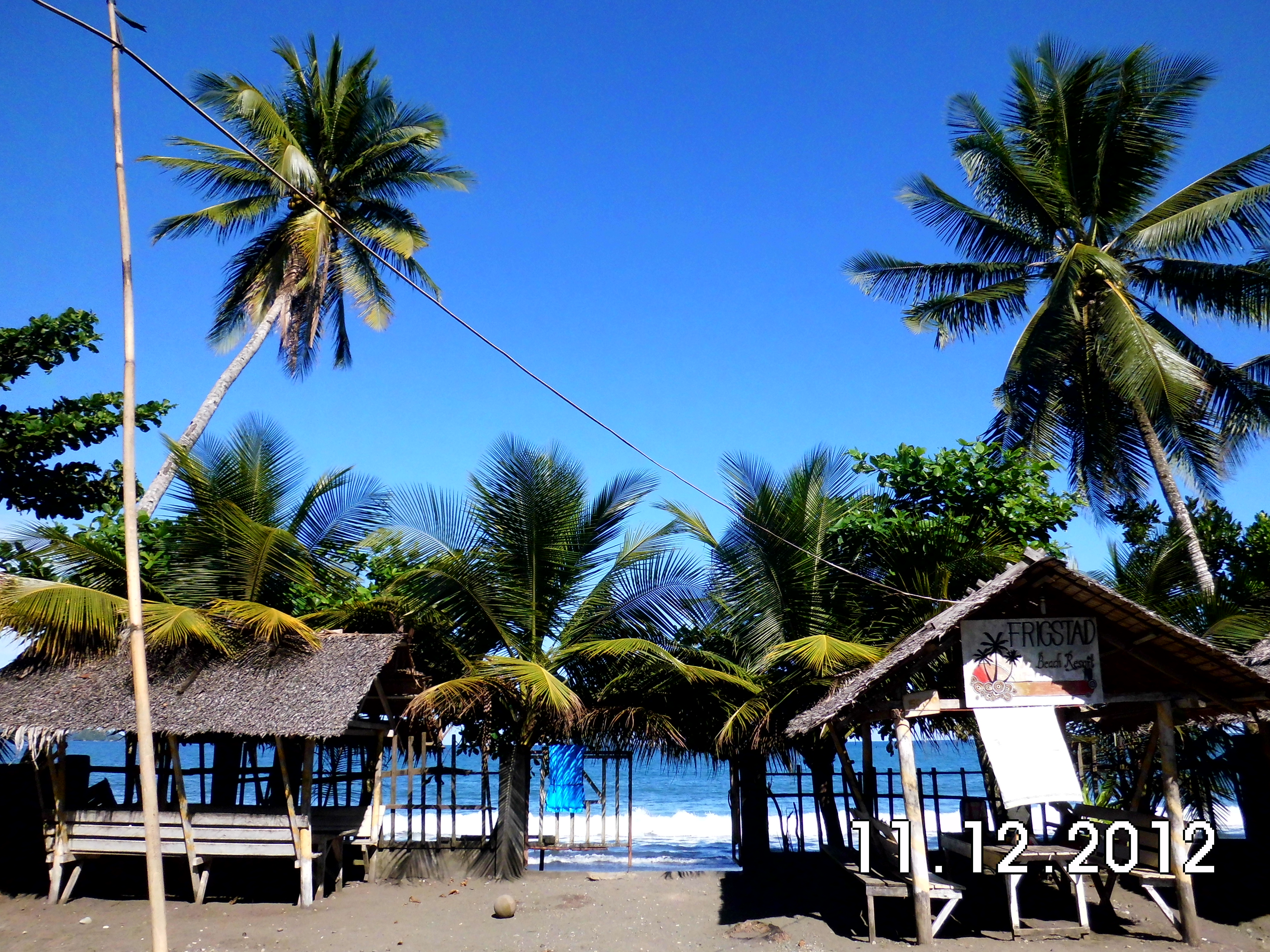
Partyplatz am Strand

Am nördlichen Teil der Küste (Barangay San Pedro) werden diverse Grundstücke am Strand („Bay-Bay“) gewerblich genutzt, indem überdachte und mit Bänken versehene Tische für Gäste („Waiting Sheds“) bereitgestellt werden, wobei sich häufig auf dem Grundstück auch ein Kiosk für Getränke und Snacks befindet, also eine Art „Gaststätte mit Selbstbedienung“ am Strand. Häufig wird auch die Möglichkeit zum Karaoke angeboten, das bei einheimischen Gästen sehr beliebt ist. Die Qualität der sanitären Einrichtungen bzw. Umkleideräume ist ortsüblich. Weiterhin gibt es für die Übernachtung ein paar Pensionen, von denen die „Solar Lodge“ wegen ihrer Lage (direkt am Ufer) am interessantesten ist.

## Klima
|                       | Jan   | Feb   | Mär   | Apr   | Mai   | Jun   | Jul   | Aug   | Sep   | Okt   | Nov   | Dez   |   |         |
| Mittl. Tagesmax. (°C) | 29    | 29    | 30    | 31    | 32    | 32    | 32    | 32    | 32    | 32    | 31    | 29    | ⌀ | 30,9    |
| Mittl. Tagesmin. (°C) | 22    | 22    | 23    | 23    | 24    | 24    | 24    | 24    | 24    | 24    | 23    | 23    | ⌀ | 23,3    |
|                       |       |       |       |       |       |       |       |       |       |       |       |       |   |         |
| Niederschlag (mm)     | 582,4 | 389,1 | 283,5 | 196,0 | 123,4 | 114,0 | 137,0 | 115,1 | 122,4 | 216,0 | 378,2 | 429,5 | Σ | 3.086,6 |

| 22 |

| 22 |

| 23 |

| 23 |

| 24 |

| 24 |

| 24 |

| 24 |

| 24 |

| 24 |

| 23 |

| 23 |

| 22 |

| 22 |

| 23 |

| 23 |

| 24 |

| 24 |

| 24 |

| 24 |

| 24 |

| 24 |

| 23 |

| 23 |

Cantilan hat wie ganz Mindanao ein tropisches Klima. Die durchschnittliche monatliche Niederschlagsmenge beträgt 257,2 mm. Regenzeit ist von November bis März, Trockenzeit von April bis September. Aber auch in letzterer gibt es oft abendliche Schauer und Gewitter, die von den Einheimischen Sobasco genannt werden.
Das Gebiet wird gelegentlich von Taifunen heimgesucht.